# Aiko Sugihara
Aiko Sugihara (Higashiōsaka, 19 settembre 1999) è una ginnasta giapponese.

## Carriera

### 2021
Nel 2021, in seguito ai Campionati nazionali giapponesi, viene inclusa nella squadra olimpica, insieme alle compagne Mai Murakami, Hitomi Hatakeda e Hiraiwa Yuna.
Il 25 luglio gareggia nelle Qualificazioni aiutando la squadra giapponese ad accedere alla finale con l'ottavo punteggio.
Il 27 luglio il Giappone partecipa alla finale a squadre, dove migliora la propria prestazione terminando al quinto posto.